# Julia Morley
Julia Evelyn Morley (sinh ngày 25 tháng 10 năm 1939) là đương kim chủ tịch của cuộc thi Hoa hậu Thế giới. Bà là vợ của Eric Morley, người đã sáng lập ra cuộc thi Hoa hậu Thế giới đầu tiên năm 1951.

## Cuộc đời và sự nghiệp
Julia Evelyn Pritchard sinh ở Luân Đôn,bà từng làm việc như một người mẫu và gặp Eric Morley, sau đó bà làm đạo diễn của chương trình Mecca Dancing. Ho kết hôn vào năm 1960. Bà trở thành chủ tịch của cuộc thi Hoa hậu Thế giới khi Eric qua đời năm 2000.
Là chủ tịch cuộc thi, Julia giới thiệu chủ đề Hoa hậu Nhân ái để giúp đỡ trẻ em bệnh tật và có hoàn cảnh khó khăn. Vào năm 2013 khi tới Haiti với Hoa hậu Thế giới 2013 Megan Young. Morley đã trải qua một tai nạn nghiêm trọng khi đến thăm một trại trẻ mồ côi, những đứa trẻ chỉ bị thương nhẹ nhưng Julia bị gãy chân.